# Fabrizio Faniello
Fabrizio Faniello (* 27. April 1981 in Valletta) ist ein maltesischer Popsänger. Er vertrat Malta beim Eurovision Song Contest 2001 und 2006.

## Familie
Faniello hat zwei jüngere Schwestern, Claudia und Miriana. Claudia ist ebenfalls Sängerin und vertrat Malta beim Eurovision Song Contest 2017.

## Werdegang
Faniello entdeckte seine Leidenschaft fürs Singen in der Schule. Sein Lehrer empfahl den Eltern, dass Faniello Gesangsunterricht nehmen sollte. Allerdings interessierte er sich nicht nur für Musik, sondern auch für Fußball. Faniello spielte er für ein Jahr in Turin. Im Alter von 16 Jahren entschied sich Faniello jedoch, dass er lieber professionell Musik machen wollte und kehrte nach Malta zurück.

## Eurovision Song Contest
1998 nahm Faniello das erste Mal an der maltesischen Vorentscheidung Malta Song for Europe zum Eurovision Song Contest teil. Mit dem Titel More than Just a Game belegte er den zweiten Platz. 1999 trat er bei einem weiteren maltesischen Wettbewerb mit dem Titel Sa L-Ahhar an. Bei der maltesischen Vorentscheidung zum Eurovision Song Contest 2000 beteiligte sich Faniello mit dem Lied Change of Heart.
Mit Another Summer Night gewann Faniello schließlich den maltesischen Vorentscheid Malta Song for Europe und nahm somit beim Eurovision Song Contest 2001 in Kopenhagen, Dänemark, teil. Er belegte beim Finale den neunten Platz. Dies war der Beginn seiner internationalen Karriere. 2003 gelang ihm mit I’m in Love (The Whistle Hit) ein Top-10-Hit in den schwedischen Charts. Darüber hinaus war er auch in den finnischen (Platz 11) und belgischen Charts (Platz 30) vertreten. Trotz zahlreicher weiterer Singles und regelmäßiger Alben-Veröffentlichung blieb dies sein einziger nennenswerter Charterfolg in Europa.
Faniello beteiligte sich erneut bei der Vorentscheidung zum Eurovision Song Contest 2004 mit Did I Ever Tell You. 2005 versuchte er es wieder vergeblich, diesmal belegte er den zwölften Platz mit Don’t Tell It. Im Oktober 2005 sang er Another Summer Night noch einmal anlässlich der Fernsehsendung Congratulations zum 50. Geburtstag der Eurovision.
Am 4. Februar 2006 gewann Faniello schließlich erneut den maltesischen Vorentscheid Malta Song for Europe und nahm beim Eurovision Song Contest 2006 in Athen, Griechenland, teil. Sein Lied I Do, das er zusammen mit Aldo Spiteri schrieb, gewann mit 7729 Anruferstimmen mit einem Vorsprung von nur 106 Stimmen knapp vor Olivia Lewis’ Spare a Moment (7623 Anrufer). Im Finale des Eurovision Song Contests erreichte er mit nur einem Punkt aus Albanien lediglich den letzten Platz. Nach einer Pause nahm Faniello dann erst wieder 2011 mit No Surrender und 2012 mit I Will Fight for You (Papa’s Song) am maltesischen Vorentscheid teil. Für das internationale Finale konnte er sich jedoch nicht qualifizieren.

## Diskografie

### Alben
- 2001: While I’m Dreaming
- 2003: When We Danced
- 2005: Believe
- 2006: Hits & Clips
- 2011: No Surrender
- 2018: Unexpected

### Singles
- 2001: Another Summer Night
- 2001: My Girl
- 2002: The Touch of Your Breath
- 2002: Show Me Now
- 2002: Let Me Be Your Lover
- 2002: Just 4 Christmas
- 2004: When We Danced
- 2004: I’m in Love (The Whistle Song)
- 2005: Bye Baby Bye Bye
- 2005: Love on the Radio
- 2006: I Do
- 2007: Love Me or Leave Me
- 2010: I no can do (Cari Jodoh)
- 2010: My Heart is Asking You (Baik Baik Sayang)
- 2011: No Surrender
- 2011: Know Me Better
- 2012: I Will Fight for You (Papa’s Song)
- 2012: The Hardest Thing
- 2013: The Sound of Life is Pop (Jones feat. Fabrizio Faniello)
- 2014: Just No Place Like Home
- 2015: Walking Away
- 2017: Life Goes On
- 2018: Unexpected
- 2018: It’s You
- 2019: Dawl Għajnejja